# اوگادی

اوگادی یا یوگادی یا سامواتسرادی (به زبان تلگو: ఉగాది، اوگادی یا సంవత్సరాది، سامواتسرادی، به زبان کانارا: ಯುಗಾದಿ، یوگادی، به زبان کونکانی/مراتی: युगादी) روز سال نو برای مردم منطقه دکن هند است. هر سال به دلیل تقویم هندو که یک تقویم شمسی و قمری ست، در روزهای مختلفی برگزار می‌شود. گاهشمار ساکا با ماه چیترا، (فروردین و اردیبهشت) آغاز می‌شود و اوگادی نشانه نخستین روز سال نو است. ماه چیترا نخستین ماه در پانچانگا گاهشمار هندی است.
در حالی که مردم آندرا پرادش و کارناتاکا از واژهٔ یوگادی/اوگادی برای این جشنواره استفاده می‌کنند، مردم ماهاراشترا بر همان جشنواره و همان روز، نام گودی پودا (به زبان مراتی: गुढी पाडवा) گذاشته‌اند. سندی‌ها، همان روز را به عنوان روز سال نوی خود، چتی چند می‌نامند. مانیپوری‌ها هم سال نوی خود (ساجیبو چیراوبا) را در همان روز جشن می‌گیرند. دیده شده که این روز در پنجاب با نام بایساخی و در تامیل نادو با نام پوتهاندو جشن گرفته شده‌است هرچند که مانند یوگادی در تامیل نادو در یک روز نیستند چون تامیلی‌ها از گاهشمار خورشیدی پیروی می‌کنند. این جشن سال نو با نام Nyepi در موریس هندوی بالی و اندونزی هم برگزار می‌شود.

## گاهشماری قمری
واژهٔ یوگادی از یوگا به معنای «عصر» یا «دوران»، و «آدی» به معنی «آغاز» ساخته شده‌است. یوگادی به صورت ویژه به آغاز کالی یوگا، دورانی که ما در آن زندگی می‌کنیم اشاره می‌کند.
کالی یوگا هنگامی آغاز شد که لرد کریشنا جهان را ترک کرد. کالی یوگا در نیمه شب هفدهم یا هجدهم فوریه سال ۳۱۰۲ پیش از میلاد آغاز شد. این جشنواره نشانهٔ روز سال نو برای افراد میان وینهایاس و رودخانه کاوری است که از تقویم قمری جنوب هند پیروی می‌کنند. در ایالات آندرا پرادش، کارناتاکا، ماهاراشترا و گوا این گونه‌است.
اساس باور تاریخ این تقویم به دوران شالیواهانا (شالیواهانا شاکا)، بر می‌گردد که آغاز تأسیس امپراتوری توسط قهرمان افسانه‌ای شالیواهانا بود.
یوگادی (آغاز سال نو) بر اساس محاسبات قمری بهاسکارای دوم در قرن دوازدهم است. در اولین هلال تازه ماه، بعد از عبور خوشید از خط استوا از جنوب به شمال در اعتدال بهاری شروع می‌شود. با این حال، صبح روز بعد را به عنوان روز هند جشن می‌گیرند که از طلوع آفتاب شروع می‌شود. هندیهای بسیاری در آمریکا نیز یوگادی را جشن می‌گیرند.
در کارناتاکا، ماهاراشترا، گوا، آندرا پرادش، تامیل نادو و کرالا جشنواره را با سرو صدای زیاد، دو هم جمع شدن خانوارها و مراسم پرخرج جشن می‌گیرند. روز، با دوش گرفتن (حمام روغن) آغاز می‌شود و با دعا ادامه میابد.

### خوردن نمادین شش خوراک از یک ظرف
خوردن یک مخلوط خاص با شش مزه، که پانچهادی اوگادی نامیده می‌شود، در تلوگو و بوو بلا در زبان کانادا (زبان محلی ایالت کارناتاکا)، نماد این واقعیت است که زندگی مخلوطی از تجارب مختلف (غم، شادی، خشم، ترس، تنفر، تعجب) است که باید همراه هم پذیرفته شوند.
مخلوط ویژه عبارت است از

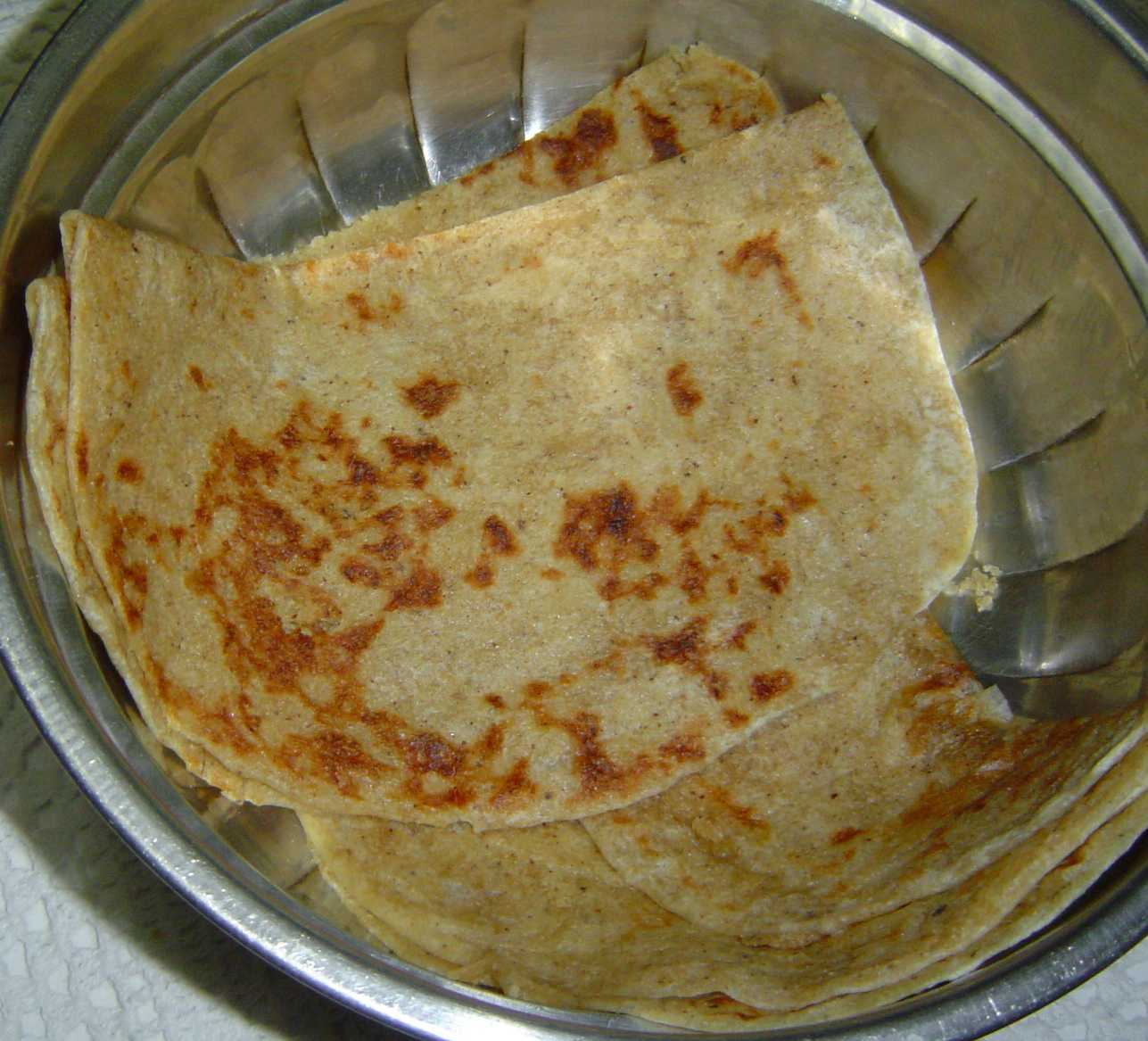
بوباتی، خوراک فراهم شده برای اوگادی در آندرا پرادش و کارناتاکا

- جوانه‌های چریش یا گل برای تلخی آن، مفهوم غم
- شکر زرد و تکه‌های موز رسیده برای شیرینی، مفهوم خوشبختی
- چیلی سبز یا فلفل برای طعم گرم آن، مفهوم خشم
- نماک برای نمکین بودن، مفهوم ترس
- آب میوهٔ آلوچه برای ترشی آن، مفهوم انزجار
- انبهٔ کال برای تندی آن، مفهوم غافلگیری.

### خوراک‌های ویژه
در کارناتاکا غذایی مخصوص به نام بوباتو یا هولیگه، آماده می‌شود. در آندرا پرادش، یک خوراک مخصوصی به نام بهاکشیالو یا بباتو (پللو) (پلی پوران) برای این مناسبت آماده می‌کنند که شامل (گرم و شکر زرد / شکر جوشانده که مانند یک خمیر درمی‌آورند) و روی در روتی مسطح (مانند نان) می‌ریزند. معمولاً گرم یا سرد با روغن یا شیر (یا شیر نارگیل در بعضی از نقاط کارناتاکا) خورده می‌شود.

## شرح تقویم
پس از آن، مردم به‌طور سنتی دور هم جمع می‌شوند که به قرائت و شرح مذهبی تقویم سال نو (پانچانگام) گوش کنند، و یک پیش‌بینی عمومی برای سال جدید داشته باشند. این به نام 'پانچانگا سراوانام'، یک مراسم غیررسمی اجتماعی ست که در آن یک فرد مسن و م به ورد احترام، با رجوع به تقویم نجومی جدید، نیایشی عمومی را برای همهٔ حضار اجرا می‌کند. با ظهور تلویزیون این روال تغییر کرده‌است، به خصوص در شهرها. امروزه، مردم پخش قرائت‌ها را از طریق تلویزیون تماشا می‌کنند.

## رویدادهای فرهنگی و ادبی
در جشن اوگادی بحث‌های ادبی، قرائت شعر و آثار ادبی نویسندگان از طریق جوایز و برنامه‌های فرهنگی مشخص می‌شود. اجرای موسیقی و رقص کلاسیک کارناتیک در بعد از ظهر برگزار می‌گردد.